# Sebastián de Lartaun
Sebastián de Lartaun (*Oyarzun (Guipúzcoa), 15?? - † Lima, 1583) fue un eclesiástico español, quien llegó a ser Obispo del Cuzco.
Cursó estudios en la Universidad de Alcalá de Henares, hasta optar el grado de Doctor en Teología. En el ejercicio de su ministerio, fue beneficiado con una canonjía, en la iglesia de Calahorra. Preconizado para ocupar la diócesis vacante del Cuzco (4 de setiembre de 1570), pasó al Perú en la flota de 1572. Tomó posesión de su sede el 23 de junio de 1573, pero pronto entró en conflicto con su cabildo debido a las exigentes reclamaciones sobre la parte que le correspondía en la percepción de los diezmos. Se opuso asimismo, a la erección de la diócesis de Arequipa, que debía desprenderse de la del Cuzco en atención a lo solicitado por su antecesor en la sede, fray Juan Solano.
Durante el III Concilio Limense (1582) se enfrentó a las recriminaciones del arzobispo Toribio de Mogrovejo; pero lejos de aceptarlas y moderar sus exigencias de rentas y pensiones, llegó incluso a promover alborotos mediante gente armada.
Durante su estancia en Lima, tras una breve y sorpresiva enfermedad, falleció el obispo Lartaún. En su testamento dejó esta declaración: 

“Su Señoría perdona de muy buen corazón a todas aquellas personas que le han ofendido e injuriado, por escrito o de palabra o de otra manera, por que Dios nuestro Señor le perdone sus culpas y pecados y les pide perdón si les ha injuriado”.

Su cuerpo actualmente descansa en la Iglesia de San Agustín, en el Cercado de Lima.
- Datos: Q6123039
- Multimedia: Sebastián Lartaún / Q6123039